# 郑州地铁3号线
郑州地铁3号线是郑州地铁的一条西北—东南走向的线路，3号线北起位于惠济区的河南省体育中心，沿长兴路、南阳路、铭功路、解放路、西大街、东大街、郑汴路、商都路，止于位于经济技术开发区的滨河新城南，于2020年12月26日开通运营。

## 线路走向

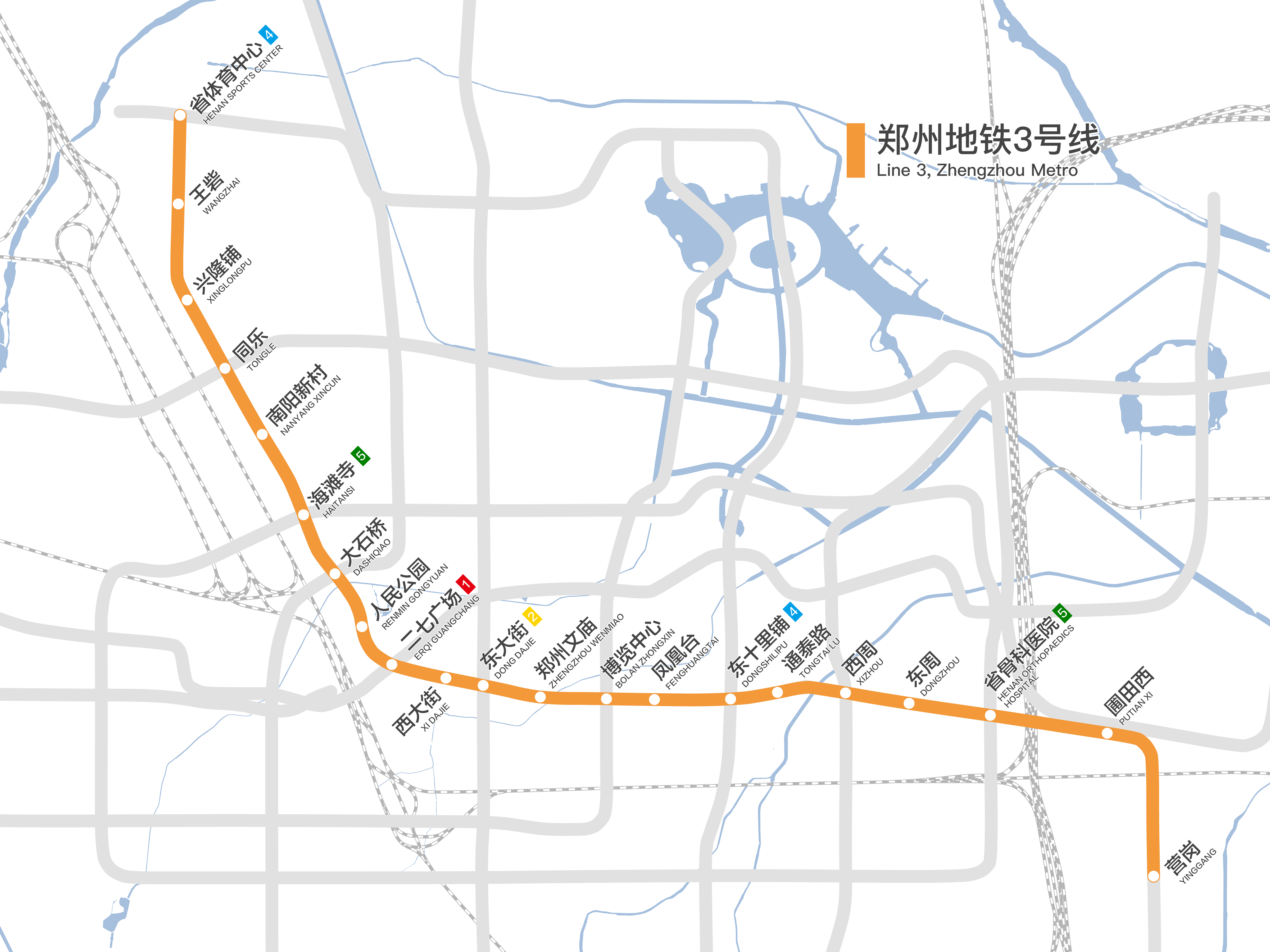
3号线线路图（按实际走向绘制）

3号线一期工程北起位于三全路与长兴路路口的省体育中心站，沿长兴路、南阳路、铭功路地下向南，至二七广场后转向东，沿西大街、东大街、郑汴路和商都路地下，过圃田西站后再转向南，从地下穿过郑州铁路集装箱中心站后，至圃田站以南的航海东路止，全长25.488公里，设车站21座，平均站间距1.248公里。
3号线二期工程自一期南端终点站营岗站起，向南穿过经开区滨河新城，至滨河新城南站，长6.316公里，设车站4座。

## 车站
3号线一期工程设车站21座，二期设站点4座，各站点如下:
| 郑州地铁3号线车站列表 |      |            |            |                  |                |                    |         |
| 分期                  | 编号 | 站名       | 所在行政区 | 换乘             | 启用日期       | 站台设计           | 里程    |
| 一期工程              | 0321 | 省体育中心 | 惠济区     | █ 4号线          | 2020年12月26日 | 地下岛式站台       | K0+130  |
| 一期工程              | 0322 | 王砦       | 惠济区     |                  | 2020年12月26日 | 地下岛式站台       | K1+560  |
| 一期工程              | 0323 | 兴隆铺     | 惠济区     |                  | 2020年12月26日 | 地下岛式站台       | K2+870  |
| 一期工程              | 0324 | 同乐       | 金水区     | █ 8号线          | 2020年12月26日 | 地下岛式站台       | K4+500  |
| 一期工程              | 0325 | 南阳新村   | 金水区     |                  | 2020年12月26日 | 地下岛式站台       | K5+720  |
| 一期工程              | 0326 | 海滩寺     | 金水区     | █ 5号线          | 2020年12月26日 | 地下岛式站台       | K7+200  |
| 一期工程              | 0327 | 大石桥     | 金水区     | █ 7号线          | 2020年12月26日 | 地下岛式站台       | K8+335  |
| 一期工程              | 0328 | 人民公园   | 二七区     |                  | 2020年12月26日 | 地下侧式叠式站台   | K9+245  |
| 一期工程              | 0329 | 二七广场   | 二七区     | █ 1号线          | 2020年12月26日 | 地下一岛一侧式站台 | K10+135 |
| 一期工程              | 0330 | 西大街     | 管城回族区 |                  | 2020年12月26日 | 地下岛式站台       | K10+915 |
| 一期工程              | 0331 | 东大街     | 管城回族区 | █ 2号线          | 2020年12月26日 | 地下岛式站台       | K11+905 |
| 一期工程              | 0332 | 郑州文庙   | 管城回族区 |                  | 2020年12月26日 | 地下岛式站台       | K12+700 |
| 一期工程              | 0333 | 博览中心   | 管城回族区 | █ 6号线          | 2020年12月26日 | 地下岛式站台       | K13+845 |
| 一期工程              | 0334 | 凤凰台     | 金水区     |                  | 2020年12月26日 | 地下岛式站台       | K14+775 |
| 一期工程              | 0335 | 东十里铺   | 金水区     | █ 4号线          | 2020年12月26日 | 地下岛式站台       | K15+785 |
| 一期工程              | 0336 | 通泰路     | 金水区     |                  | 2020年12月26日 | 地下岛式站台       | K16+725 |
| 一期工程              | 0337 | 西周       | 管城回族区 | █ 12号线         | 2020年12月26日 | 地下岛式站台       | K17+805 |
| 一期工程              | 0338 | 东周       | 管城回族区 |                  | 2020年12月26日 | 地下岛式站台       | K18+825 |
| 一期工程              | 0339 | 省骨科医院 | 管城回族区 | █ 5号线          | 2020年12月26日 | 地下岛式站台       | K20+290 |
| 一期工程              | 0340 | 圃田西     | 管城回族区 | █ 8号线          | 2021年6月26日  | 地下岛式站台       | K22+140 |
| 一期工程              | 0341 | 营岗       | 管城回族区 |                  | 2021年6月26日  | 地下岛式站台       | K24+980 |
| 二期工程              | 0342 | 潮河       | 管城回族区 |                  | 2023年9月8日   | 地下岛式站台       |         |
| 二期工程              | 0343 | 滨河新城   | 管城回族区 | █ 11号线（规划） | 2023年9月8日   | 地下岛式站台       |         |
| 二期工程              | 0344 | 司赵       | 管城回族区 |                  | 2023年9月8日   | 地下岛式站台       |         |
| 二期工程              | 0345 | 滨河新城南 | 管城回族区 |                  | 2023年9月8日   | 地下侧式站台       |         |

### 换乘站
3号线目前有1座换乘站，可与1号线、2号线、4号线、5号线、6号线、7号线、8号线、和12号线换乘。
现有换乘站
- 省体育中心：与 █ 4号线换乘。
- 同乐：与 █ 8号线换乘。
- 海滩寺：与 █ 5号线换乘。
- 大石桥：与 █ 7号线换乘。
- 二七广场：与 █ 1号线换乘。
- 东大街：与 █ 2号线换乘。
- 博览中心：与 █ 6号线换乘。
- 东十里铺：与 █ 4号线换乘。
- 西周：与 █ 12号线换乘。
- 省骨科医院：与 █ 5号线换乘。
- 圃田西：与 █ 8号线换乘。

## 车辆

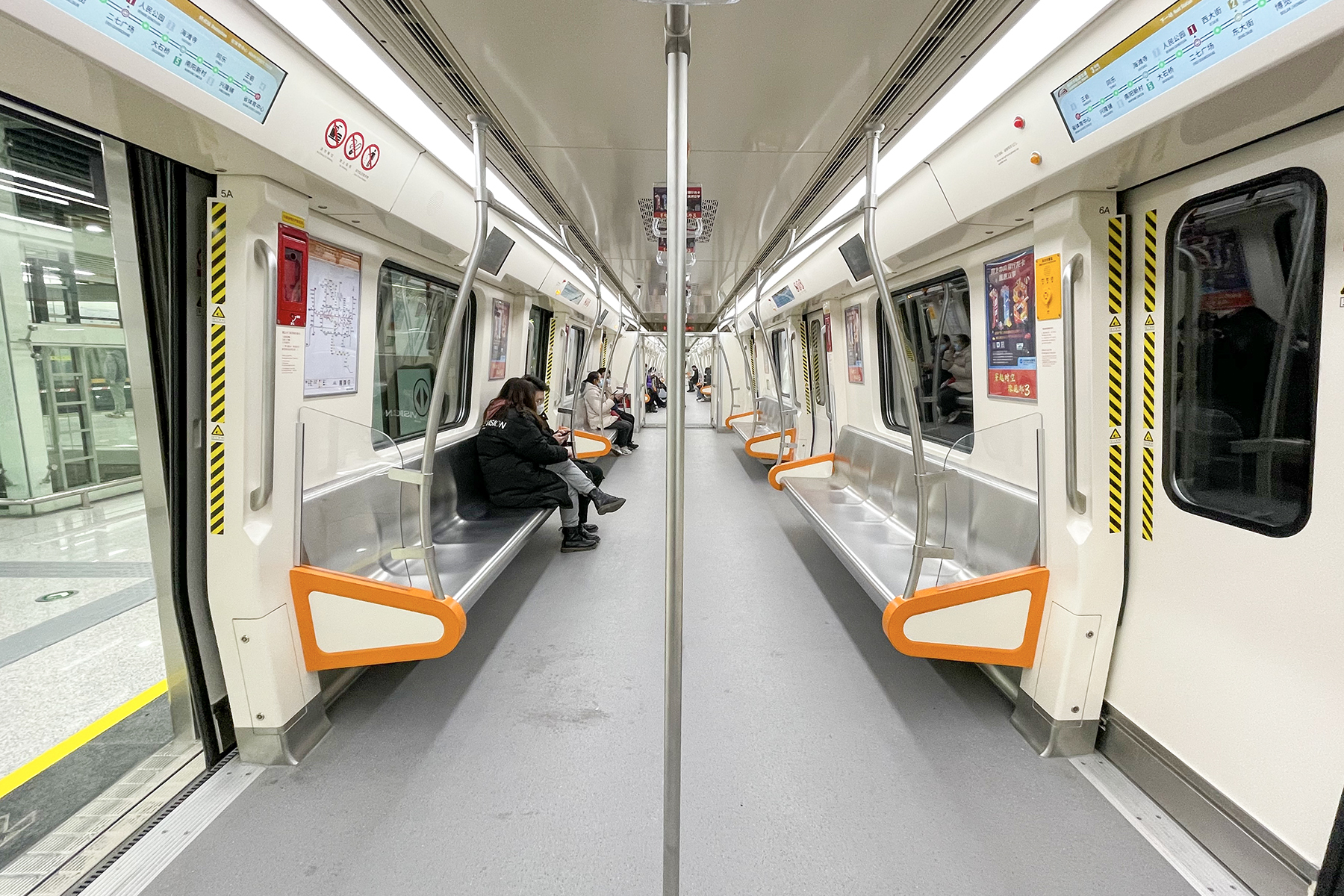
3号线列车内部

3号线列车为6节编组A型电动列车，由中车四方下属的郑州中车四方轨道车辆有限公司制造，最高运行速度 80 km/h，最大载客量 2600 人。
| 名称                                   | 制造商   | 车辆编组             | 制造年代  | 车辆编号   | 车辆总数 |
| -------------------------------------- | -------- | -------------------- | --------- | ---------- | -------- |
| 郑州地铁SFM90型 （3号线一期工程车辆）  | 中车四方 | 6A (Tc+Mp+M+M+Mp+Tc) | 2020~2022 | 0301～0334 | 34列     |
| 郑州地铁SFM101型 （3号线二期工程车辆） | 中车四方 | 6A (Tc+Mp+M+M+Mp+Tc) | 2021~2023 | 0335～0344 | 10列     |

- Tc：带司机室的拖车
- Mp：带受电弓的动车
- M: 动车

## 附属设施

### 车辆基地
郑州地铁3号线全线设车辆段与停车场各一座，分别为航海东路车辆段与贾鲁河停车场。其中航海东路车辆段位于经南三路以南、京港澳高速公路以东、新安路以北的地块内，占地面积33.9公顷。贾鲁河停车场位于贾鲁河以南、长兴路以东、连霍高速公路以北、金杯路以西的地块内，占地面积18.9公顷。

### 供电
3号线采用集中供电方式，设置一座主变电站和一座35kV电源开闭所。其中博学路主变电站为3号线的主变电站，二七广场35kV电源开闭所与1号线共用。12座车站设牵引降压混合变电所，其他车站均设降压变电所。3号线的牵引网形式为DC1500V架空接触网。

## 历史

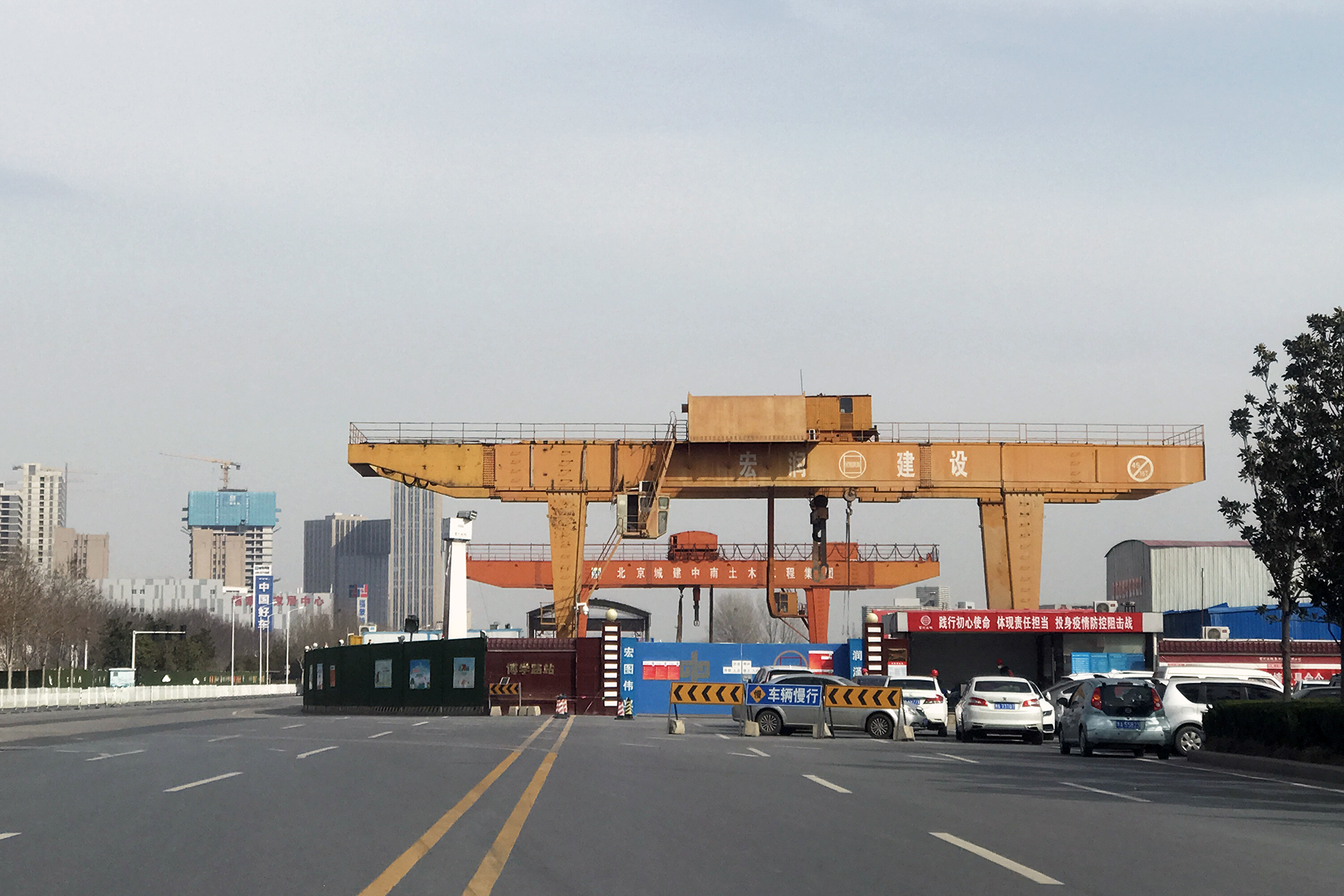
圃田西站施工工地（2020年3月）

### 规划
2007年10月，《郑州市城市轨道交通线网规划》依据郑州市城市总体规划修编，并于2007年12月获得郑州市政府批复。根据该规划，郑州市轨道交通线网由6条线路组成，其中包括3号线。根据2009年7月评审的“郑州市轨道交通3号线预可行性研究报告”，3号线为连接市区西北部的高新区与市区东南部的经开区的线路，全长42.65公里，其中高架线17.75公里，地下线24.2公里，车站30座。其中一期工程由兴隆铺至圃田路，途径南阳路、铭功路、解放路、西大街、东大街、郑汴路和商都路，全长18.465公里，均为地下线，设站16个。
2014年4月，国家发改委批复“郑州市城市轨道交通近期建设规划（2014-2020年）”，3号线一期工程获得批复。根据此规划，一期工程自长兴路至航海东路站，长25.2公里，设站21座，投资185.34亿元，较最初规划两端均有所延伸，中间走向则基本一致。
2016年3月，郑州市规划局公示“郑州市轨道交通线网规划修编（2015—2050）”。根据此修编，3号线又称“M3线”，定位为中心城区骨干线，由绿洲路至经南十八路，全长41千米，设31座车站。与最初规划相比，3号线北延段不再前往高新区，而是从一期工程北端继续向北至惠济区。

### 建设
2017年10月12日上午，3号线一期工程首台盾构机在营岗站（施工名称为“航海东路站”）始发。2017年12月25日，圃田西站（施工名称为“博学路站”）主体结构实现封顶，为3号线首座封顶的车站。同日，东周站（施工名称“农业东路站”）主体结构亦实现封顶。
2018年9月，郑州地铁3号线与社会资本正式签约，成为采用PPP模式的地铁线路，将由中国建筑集团、深圳地铁集团和郑州地铁集团共同出资组建的郑州中建深铁轨道交通有限公司进行投融资、建设和运营维护。
2020年5月20日，郑州地铁3号线首列电客车接车仪式于航海东路车辆段进行。3号线采用的电客车为A型车，全长140米，总重230吨，最大载客量达2600人，最高车速达80公里/小时，由位于荥阳的郑州中车四方轨道车辆有限公司制造生产。
2020年9月8日，郑州地铁3号线开始为期3个月的空载试运行。
2023年8月30日，郑州地铁3号线二期工程通过初期运营前安全评估。

### 运营
3号线一期工程于2020年12月26日开通运营。初期暂缓运营的圃田西站、营岗站于2021年6月26日开通运营，3号线一期实现全线初期运营。

### 二期工程
2019年3月29日，国家发改委批复“郑州市城市轨道交通第三期建设规划（2019-2024年）”，3号线二期工程获批。二期工程自航海东路站（即营岗站）至经南十五路站（即滨河新城南站），线路长6.316公里，设车站4座，投资37.46亿元。2023年9月8日，3号线二期工程开通运营。

## 事故
2021年3月12日，鄭州地鐵3號線兴隆铺站因预留出入口站外泥水涌入，并迅速扩散至站厅和站台层。车站因不具备乘降条件临时关闭，兴隆铺站上下行列车不停站通过，其他车站正常运营。经相关部门初步调查，系站外市政水管道漏水，通过4号预留口涌入车站内。3月13日早6时，3号线兴隆铺站已恢复正常运营秩序。

## 未来发展
3号线三期工程即规划中的北延段，为远期规划。